# Geothelphusa minei
Geothelphusa minei is een krabbensoort uit de familie van de Potamidae. De wetenschappelijke naam van de soort is voor het eerst geldig gepubliceerd in 1998 door Shy & Ng.